# Vol Aeroflot 5143
Le 10 juillet 1985, un Tupolev Tu-154 effectuant le vol Aeroflot 5143, un vol intérieur régulier de passagers au départ de l'aéroport de Karchi, en Ouzbékistan (qui fait alors partie de l'URSS), et à destination de l'aéroport de Poulkovo, à Saint-Pétersbourg, avec une escale prévue à l'aéroport international d'Oufa, en Russie, s'écrase près d'Uchkuduk, en Ouzbékistan, après que les pilotes eurent perdu le contrôle de l'appareil. Les 191 passagers, dont 52 enfants âgés de 5 à 12 ans, ainsi que les 9 membres d'équipages périssent dans l'accident.
Il s'agit, à l'époque, de la catastrophe aérienne la plus meurtrière de l'histoire de l'aviation russe. C'est également le pire accident aérien impliquant un appareil d'Aeroflot, ainsi que le plus meurtrier impliquant un Tupolev Tu-154.

## Avion et équipage

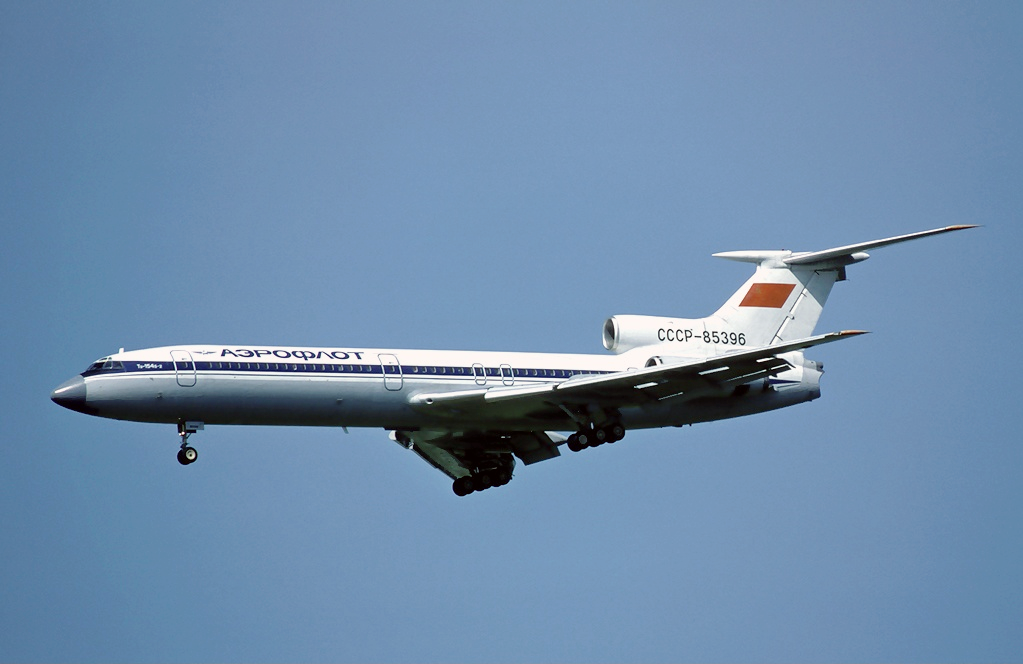
Un Tupolev Tu-154 d'Aeroflot, similaire à celui impliqué dans l'accident.

Le vol 5143 est assuré par un Tupolev Tu-154B-2, immatriculé CCCP-85311. Il a été produit en 1978 à Aviakor (en), une usine aéronautique située à Samara, en Russie.
Le vol est assuré par le commandant Oleg Pavlovich Belisov (48 ans). Tout au long de sa carrière, Belisov a cumulé 12 283 heures, dont 3 390 sur Tu-154.; tandis que le copilote, Anatoly Timofeevich Pozyumsky (48 ans), totalise 12 323 heures, dont 1 629 sur Tu-154. 
L'équipage est également composé d'un navigateur, Garry Nikolaevich Argeev (41 ans), et d'un mécanicien navigant, Abduvakhit Sultanovich Mansurov (32 ans). On compte également 5 membres du personnel navigant commercial (PNC) présent en cabine.

## Déroulement des faits
L'avion, qui effectue alors la première étape de son vol, est monté à l'altitude de croisière de 38 100 pieds (11 600 mètres), à une vitesse de 220 nœuds (400 km/h), ce qui est proche de la vitesse de décrochage pour un vol à cette altitude. Au cours du vol, des vibrations ont commencé à se faire ressentir, causées par la faible vitesse de l'appareil. L'équipage supposa à tort que les vibrations étaient causées par la poussée des moteurs. 
Les pilotes ont alors utilisé les manettes des gaz pour réduire la puissance des réacteurs l'appareil jusqu'au ralenti, entraînant ainsi une diminution de sa vitesse, qui passe à 160 nœuds (290 km/h). En essayant de maintenir l’altitude, l'avion a finalement décroché, entrant alors dans une vrille impossible à contrôler, et s'est écrasé au sol. Il n'y a eu aucun survivant parmi les 200 personnes présentes à bord.

## Causes
En raison de la violence de l'impact, l'enregistreur phonique a été détruit dans l'accident et l'enquête a donc été assez difficile. Les enquêteurs, avec l'aide de psychologues, ont étudié les différents facteurs humains qui ont mené à la catastrophe. Leurs conclusions ont été que l'équipage était très fatigué au moment de l'accident, après avoir passé les 24 heures précédentes à l'aéroport de Karchi avant le décollage. 
Un autre des facteurs ayant contribué à la catastrophe a été la réglementation inadéquate s'appliquant alors aux équipages confrontés à des conditions anormales en vol.